# Сигнальные огни

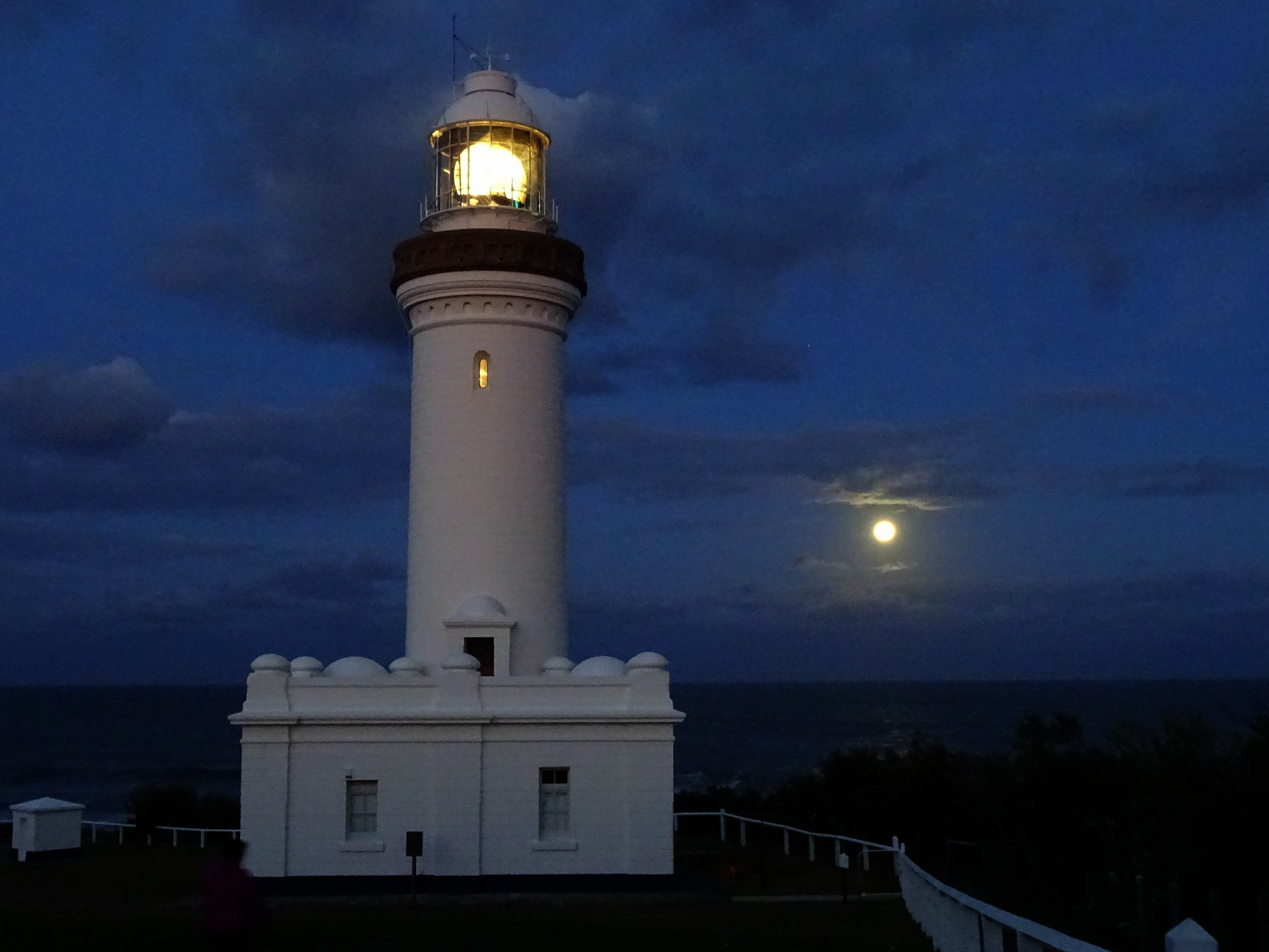
Сигнальный огонь маяка

Сигнальные огни (англ. signal light, фр. feu de signalisation) — световые сигналы от световых средств связи и сигнализации, подаваемые в постоянном или дискретном режиме. Сигнальные огни предназначены для передачи информации с целью обеспечения безопасности, различаются по яркости и цвету. Термин огни в данном случае обозначает свет от световых приборов. Огонь, полностью погасающий между вспышками называется прерывающимся (flashing light), а сохраняющий слабый свет между вспышками проблеском (intermittent light).:88 Термин проблесковый может использоваться как для вспышек, так и для проблесков. Светосигнальные приборы в рамках стандартизации (наряду с осветительными, облучательными и проекторными) относятся к световым приборам.

## Применение
Священные, вечные, неугасимые огни на Кавказе — свободные выходы горючих газов были известны более трех тысяч лет. Факелы на Апшеронском полуострове и дагестанском побережье Каспийского моря в начале нашей эры служили маяками для судов.
Периодическое изменение излучения применяют преимущественно в сигнальных огнях, в отличие от светящихся фигур и знаков. Наблюдение сигнальных огней имеет общие свойства с наблюдением на темном фоне любых ярких источников света небольшого размера. Такими источниками света в природе являются звезды.:82

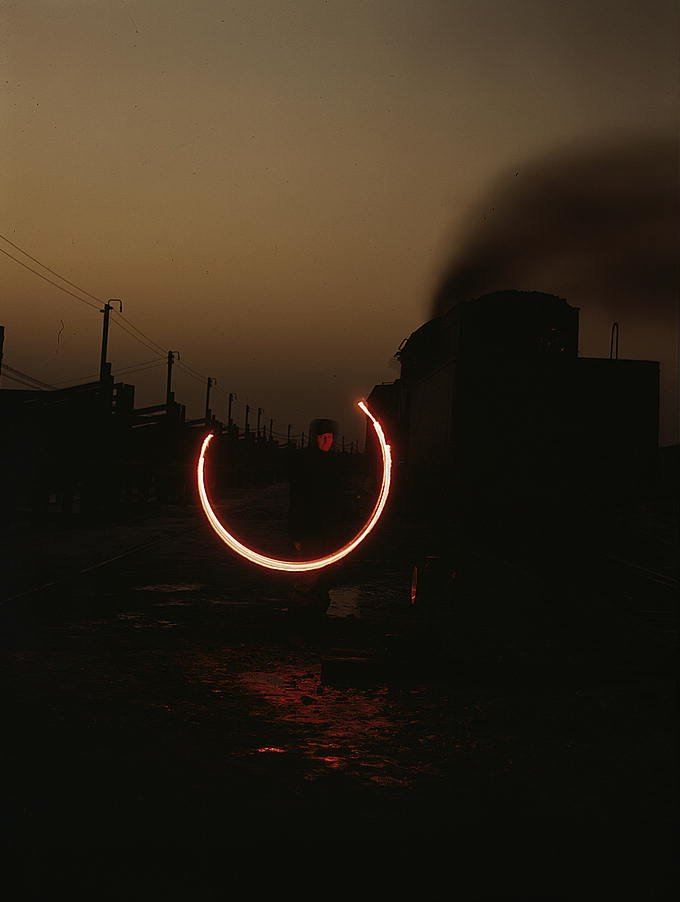
Сигнал, подаваемый фальшфейером

Сигнальные огни используются в маяках, бакенах, светофорах, навигационные и аэронавигационные огни используются на судах и самолетах, оградительные огни устанавливаются на высоких зданиях.:80 В пиротехнике существуют специальные сигнальные средства предназначенные для подачи сигналов с использованием цветного пламени (огней), в них используются специальные сигнальные пиротехнические составы, отличающиеся высокой цветовой насыщенностью пламени.

## Фотометрия огней
Проблесковые (маяковые, сигнальные) огни изучает импульсная фотометрия, занимающаяся световыми потоками, длительность излучающих импульсов которых меньше периода их повторения.
Особенностью применения сигнальных огней является малый размер источников, которые на большом расстоянии при отсутствии собственного свечения вообще невидимы. Сигнальный огонь виден, но ни формы источника, ни его размера человек различить не может, он воспринимается в качестве маленькой яркой точки.:82 Человек не может определить угловые размеры этой точки. При этом одни сигнальные огни кажутся крупнее, другие мельче. Данный эффект называется иррадиация, связан с силой света огня.:83 При удалении от источника света форма и размеры его перестают различаться когда угловой размер его станет меньше 1′.:29
Точечные светящиеся объекты характеризуются блеском — освещенностью, создаваемой этим объектом в пункте наблюдения на плоскости, нормальной к лучам. Выражается в единицах освещенности.:262 Для переменных по величине точечных источников рассматривается эффективный блеск.:12 Основными характеристиками условий наблюдения сигнальных огней являются уровень блеска огней и яркость фона. Имеют значение и другие факторы: цвет и период повторения. Наблюдателю нужно не просто заметить сигнальный огонь, но и отличить его от других, определить направление на огонь.:115 Для целей навигации в море принято считать, что постоянный огонь ночью виден, пока его блеск не меньше 0,2 мклк.:145 Из практики морской навигации с использованием маяков известно, что на больших расстояниях цвет огня теряется. Поэтому для различения маячных огней также применяют изменение свечения.